# Crossodactylodes
Genre
Crossodactylodes est un genre d'amphibiens de la famille des Leptodactylidae.

## Répartition
Les cinq espèces de ce genre sont endémiques de la forêt atlantique au Brésil.

## Liste des espèces
Selon Amphibian Species of the World (10 juin 2017) :
- Crossodactylodes bokermanni Peixoto, 1983
- Crossodactylodes itambe Barata, Santos, Leite & Garcia, 2013
- Crossodactylodes izecksohni Peixoto, 1983
- Crossodactylodes pintoi Cochran, 1938
- Crossodactylodes septentrionalis Teixeira, Recoder, Amaro, Damasceno, Cassimiro & Rodrigues, 2013

## Taxinomie
Ce genre a été déplacé de la famille des Cycloramphidae à celle des Leptodactylidae par Fouquet, Blotto, Maronna, Verdade, Juncá, de Sá & Rodrigues en 2013.

## Publication originale
- Cochran, 1938 : Diagnoses of new Frogs from Brazil. Proceedings of the Biological Society of Washington, vol. 51, p. 41-42 (texte intégral).